# KIF15
KIF15 ou kinesin family member 15, est une protéine encodée chez l’homme par le gène KIF15 situé sur le chromosome 3 humain. Cette protéine motrice  appartient à la famille des kinésines et se retrouve sur les microtubules et les filaments d'actine des cellules en division et dans les neurones.